# Torna härad
Torna härad var ett härad i sydvästra Skåne, i dåvarande Malmöhus län. Det motsvaras idag av delar av Lunds kommun, Lomma kommun, Kävlinge kommun, Staffanstorps kommun och Sjöbo kommun. Häradets areal var 1927 451,19 kvadratkilometer varav 444,25 land. . Häradsrätten för Torna och Bara härad sammanträdde i Dalby till 1958, därefter i Lund.

## Vapnet
Häradsvapnet är ej officiellt fastställt och har blasoneringen: "I fält av silver en svart stiliserad (hag-)tornsbuske".

## Namnet
Häradsnamnet skrevs omkring år 1300 Thornæheret och betyder "Torns invånares härad", vilket syftar på den ena av eller båda byarna Vallkärratorn och Östra Torn. Byarnas namn kan syfta på en möjligen helig hagtornslund mellan byarna.

## Socknar
I Kävlinge kommun
- Lackalänga
- Stävie

I Lomma kommun
- Borgeby
- Fjelie

1888 överfördes ett område som bl.a. innefattade Habo säteri (Stora och Lilla Habo) till Lomma socken och Bara härad.
- Flädie

I Lunds kommun
- Bonderup
- Dalby
- Gödelöv
- Hardeberga
- Håstad
- Hällestad
- Igelösa
- Lunds socken
- Norra Nöbbelöv
- Odarslöv
- Revinge
- Sankt Peters Kloster
- Silvåkra
- Stora Råby
- Stångby
- Södra Sandby
- Vallkärra
- Veberöd
- Västra Hoby

från 1952 hörde även Vombs socken till Torna och Bara domsagas tingslag
I Staffanstorps kommun
- Bjällerup

I Sjöbo kommun
- Blentarp
- Everlöv

## Geografi
Häradet begränsas av Höje å, Kävlingeån och Lommabukten. Häradet omfattar större delen av Romeleåsen, merparten av den bördiga Lundaslätten sydväst om åsen, samt sandslätten på åsens nordöstra sida intill Klingvallsån.
Åtskilliga viktiga kult- och handelsplatser anses ha funnits i anslutning till Höje å, Romeleåsens sluttning, landsvägen Helsingborg–Trelleborg,och landsvägen från Lomma mot Vombsänkan. Utöver tornlunden har det också funnits en kultplats i Dalby, Gullåkra mosse intill Uppåkra, och Tre högars marknad som möjligen hölls mellan Dalby och Lund.
Sätesgårdar var Björnstorps slott (Gödeslövs socken), Svenstorps slott (Odarslöv), Flyinge kungsgård (Södra Sandby), Silvåkra herrgård (Silvåkra), Borgeby slott (Borgeby), Simontorps säteri (Blentarp), Ågerups säteri (Blentarp), Habo säteri (Stora och Lilla Habo, Fjelie - överfördes 1888 till Lomma socken och Bara härad), Klostergårdens säteri (Sankt Peters kloster), Stora Bjällerups säteri (Bjällerup), Södra Ugglarps säteri (Bonderup) och Dalby kungsgård (Dalby).

## Län, fögderier, tingslag, domsagor och tingsrätter
Häradet hörde mellan 1602 och 1996 till Malmöhus län. Från 1997 ingår området i Skåne län.  Församlingarna tillhör(de) Lunds stift
Häradets socknar hörde till följande fögderier:
- 1720-1863 Torna, Bara och Harjagers fögderi
- 1864-1917 Torna och Bara fögderi
- 1918-1990 Lunds fögderi bara till 1946 för Blentarps socken, bara till 1952 för Everlövs socken, bara till 1963 för socknarna i Lomma kommun, ej mellan 1952 och 1967 för Stora Råby och Gödelövs socknar
- 1946-1990 Ystads fögderi för Blentarps socken och från 1952 för Everlövs socknar
- 1963-1990 Malmö fögderi för socknarna i Lomma kommun och mellan 1952 och 1966 för Stora Råby och Gödelövs socknar

Häradets socknar tillhörde följande  tingslag, domsagor och tingsrätter:
- 1683-1899 Torna härads tingslag i
  - 1683-1690 Torna, Bara och Oxie häraders domsaga
  - 1691-1851 Torna, Bara och Harjagers häraders domsaga
  - 1852-1899 Torna och Bara häraders domsaga
- 1900-1970 Torna och Bara domsagas tingslag, bara till 1952 för socknarna Blentarp och Everlöv, i
  - Torna och Bara domsaga
- 1952-1966 Färs tingslag för socknarna Blentarp och Everlöv
- 1967 -1970 Ystads domsaga för socknarna Blentarp och Everlöv

- 1971- Ystads domsaga för socknarna i Sjöbo kommun
- 1971- Lunds domsaga för socknarna i Kävlinge, Lunds och Staffanstorps kommuner samt från 2005 för socknarna i Lomma kommun
- 1971-2005 Malmö domsaga  för socknarna i Lomma kommun